# Уайтхед, Роберт
Роберт Уайтхед (3 января 1823, Болтон — 14 ноября 1905, Шривенхем) — английский инженер, считающийся изобретателем торпеды.

## Биография
Роберт Уайтхед родился в Великобритании в городе Болтоне в семье владельца текстильной фабрики Джеймса Уайтхеда. В период с 1829 по 1837 года Роберт получил образование в местной грамматической школе. Роберт ещё в детстве проявил интерес к новым паровым двигателям и локомотивам, и в возрасте 16 лет был отдан в учение к инженерам Ричарду Ормероду и сыну, проживавшим в Манчестере. В 1846 году он женился на Фрэнсис Мэри Джонсон, и в этом же году переехал во Францию, в Марсель, где работал в качестве морского конструктора. С 1856 года он стал работать главным инженером австрийской компании Stabilimeno Technico Fiumano в Фиуме, занимающейся проектированием и постройкой военных кораблей для австрийского (с 1867 года — австро-венгерского) флота. В 1858 году Роберт Уайтхед становится владельцем собственного небольшого механического завода, размещённого там же в Фиуме.

## Семья и дети
Женился на Фрэнсис Марии Джонсон (1821–1883), дочери Джеймса Джонсона и Энн Бовилл.
В браке родилось 5 детей:
- Фрэнсис Элеонора Уайтхед (1849-1900), 1-й муж - капитан Луи Хассенпфлюг, 2-й муж - адъютанта королевы Виктории адмирал сэр Чарльз Картер Друри, оба брака бездетны.
- Алиса Уайтхед (1851-1936), вышла замуж за Георга Антона, графа Ойоса (1842–1904), 5 детей:
  - Леопольдина, графиня Ойос, (1870–1935) вышла замуж за графа Людвига фон Плессен-Кронштерна, немецкого дипломата, 4 детей
  - Маргарита, графиня Ойос (1871–1945), вышла замуж за Герберта фон Бисмарка, 5 детей.
  - Эдгар Виктор фон Хойос (1875-1952), женат на графине Илоне Кински фон Вхинитц и Теттау, 7 детей
  - Александр, граф Ойос (1876-1937), женился на Эдме де Луа-Шандье, 4 детей.
  - Алиса Лилиан, графиня Ойос (1877-1923), вышла замуж за Адольфа Сесила фон Ревентлоу-Криминил, 3 детей
- Джон Уайтхед (1854–1902), кавалер ордена Франца-Иосифа, женился на графине Агате Гобертине фон Бройнер (1856–1945), представительнице австро-венгерского дворянства, умер от рака желудка, 6 детей,:
  - Фрэнк Уайтхед (1889-?), женат на графине Маргарете Брайда
  - Джон Уайтхед (1889-?), женат на Сюзанна Беше де Балан, 1 дочь
  - Агата Уайтхед (1891-1922), наследница состояния своего деда, вышла замуж за Георга фон Траппа, 7 детей, умерла от скарлатины.
  - Роберт Уайтхед- младший (1892-?), женат на Энн Мортон
  - Мария (1895-1993), вышла замуж за Джоаккино Мальфатти, 3 детей
  - Джоан Уайтхед (1898-1947)
- Сэр Джеймс Бетом Уайтхед[англ.] (1858–1928), британский дипломат, посол в Сербии в 1906-1910 годах, женился на достопочтенной Мэриан Сесилии Бродрик (1869–1932), младшей дочери 8-го виконта Мидлтона, 7 детей:
  - Джордж Роберт Бетом Уайтхед (1897–1981)
  - Августа Элис Сесилия Уайтхед (1898-?)
  - Джон Уильям Сент-Джон Уайтхед (1901–1984), биржевой маклер и летчик-любитель до Второй мировой войны, дважды женат
  - Фрэнсис Эдит Мэриан Уайтхед (1903–1992), вышла замуж за сэра Джона Пэджета Боумана, 4-го баронета (1904–1994)
  - Сэр Эдгар Катберт Фримантл Уайтхед[англ.] (1905–1971), премьер-министр Южной Родезии в 1958-1962 гг., женат не был, в конце жизни за ним ухаживала сестра Августа, умер от рака.
  - Хью Лоуренс Джеймс Уайтхед (1908-1945)
  - Артур Уилфред Александр Уайтхед (1911–1940).
- Роберт Бовилл Уайтхед (1867–1945), купил поместье Алви в Шотландии в качестве наследства в 1905 году, женат на Розали Эмили Фелпс, сын Томас (1903-1989)

## Изобретение торпеды
Событием, изменившим жизнь Роберта Уайтхеда, стало последовавшее в 1864 году приглашение его присоединиться к работе по усовершенствованию аппарата для береговой обороны, известного в англоязычном переводе, как «coastsaver» («защитник берега»), изобретенного отставным фрегаттен-капитаном (капитаном 2-го ранга) Императорского Военного Флота Австрийской Империи Джованни Лапписом (более известном в России под немецкоязычной версией своих имени и фамилии — Йоганн Луппис). Устройство представляло собой погружаемый в воду длинный сигарообразный аппарат, заполненный взрывчатым веществом и перемещаемый с помощью увеличенного в размерах часового механизма. Идея создания подобного аппарата потерпела крах, но она вдохновила Уайтхеда на поиск других решений по созданию нового оружия.
Вместе со своим старшим сыном Джоном Уайтхедом в течение последующих двух лет неутомимо занимался созданием и испытанием нового подводного оружия. Результатом двухлетних работ стала представленная в октябре 1866 году в Фиуме вторая в мире (после впервые испытанной в 1865 году самодвижущейся мины И. Ф. Александровского — См. Торпеда Александровского) самодвижущаяся мина (торпеда) с пневматическим приводом. Испытания оказались неудачными ввиду неустойчивости хода торпеды по курсу и глубине, но в 1868 году Уайтхед представил новый образец торпеды — с соосными гребными винтами и гидростатом — принятый, после некоторой доработки, на вооружение Австро-Венгерским флотом в 1871 году. Торпеда впоследствии постоянно совершенствовалась Уайтхедом и ещё при его жизни компанией Уайтхеда было создано значительное число вариантов торпед. С 1866 по 1905 года максимальная скорость хода торпед Уайтхеда увеличилась с 6,5 до 32 узлов, а максимальная дальность пуска увеличилась с 200 до 2200 ярдов (со 180-ти до 2000 метров).
В 1868 году, после успешной демонстрации возможностей торпеды, австро-венгерский флот решил разместить заказ на её производство. Роберт Уайтхед при заключении контракта сохранил за собой право продажи торпед другим странам и посвятил всю свою дальнейшую жизнь развитию торпедного оружия. К 1869 году сведения о деятельности Уайтхеда в Фиуме дошли до руководства Королевского Флота Великобритании. За этим последовало приглашение Роберта назад в Великобританию, где он провёл демонстрации своих 14-ти- (355,6-мм) и 16-тидюймовых (406,4-мм) торпед. За демонстрациями последовала покупка права на использование этих торпед британским флотом, а с 1872 года покупка права и на их производство в Вулвичском арсенале (Royal Arsenal).
В течение нескольких последующих лет на фабрику Уайтхеда последовали заказы на приобретение торпед со стороны Франции (1872 год), Германии (1873 год), Италии (1873 год), России (1874 год), Аргентины, Бельгии, Греции, Дании, Испании, Норвегии, Португалии, Турции, Чили, Швеции и Японии. Россия стала шестым государством мира, принявшим (в 1874 году) на вооружение своего военно-морского флота торпеду.